# Ilivasi Tabua
Ilivasi Tabua (ur. 30 września 1964 w Naivicula) – fidżyjski i australijski rugbysta, uczestnik Pucharów Świata w rugby union z obiema tymi reprezentacjami, srebrny medalista Pucharu Świata 1993 z australijską kadrą rugby 7, następnie trener.

## Zawodnik
Urodził się w wielodzietnej rodzinie, uczęszczał do Marist Brothers Primary School i Marist Brothers High School, a w 1980 roku wyjechał kontynuować naukę do Australii. Początkowo grał w rugby w juniorskich zespołach w Sydney, a następnie przeprowadził się do Brisbane. Od drugiej połowy lat osiemdziesiątych związany był kolejno z australijskimi zespołami GPS Rugby, North Brisbane Rugby Club i Brothers Rugby Club, w 1990 roku grał natomiast dla zespołu Nadroga. Reprezentował stan Queensland w zespole U-21, a z seniorskim zespołem rezerw wystąpił przeciwko British and Irish Lions i All Blacks. Zwyciężywszy walkę z Troyem Cokerem o miejsce w składzie Queensland Reds triumfował w rozgrywkach Super 10 w latach 1994–1995, zaś pod koniec lat dziewięćdziesiątych występował w japońskim klubie World Fighting Bull.
Na poziomie reprezentacyjnym rozegrał łącznie dwadzieścia siedem testmeczów – siedemnaście w barwach Fidżi w roku 1990, a następnie w latach 1998–1999, oraz dziesięć dla Australii w latach 1993–1995
W fidżyjskiej kadrze zadebiutował w 1990 roku. Wypadł następnie z łask selekcjonerów, a jego szanse na występ na Pucharze Świata 1991 rozwiały się po ogłoszeniu, że pod uwagę będą brani jedynie zawodnicy z krajowych klubów. W 1993 roku otrzymał powołanie do reprezentacji Australii m.in. na turniej w Urugwaju, Hong Kong Sevens oraz inauguracyjny Puchar Świata w Rugby 7, w którym Australijczycy ulegli w finale Anglikom. W reprezentacji rugby piętnastoosobowego zadebiutował zaś w sierpniu tego roku na Ballymore Stadium, a jego szarże przyniosły mu przydomek Human Skewer. Dwa lata później znalazł się w składzie Australijczyków na Puchar Świata w Rugby 1995. Po raz drugi na Pucharze Świata zagrał cztery lata później, tym razem z fidżyjską kadrą, do której powrócił w 1998 roku za kadencji Brada Johnstone’a.

## Trener
W Australii trenował zespoły Brothers oraz Queensland Suburban. Po powrocie do kraju krótko trenował zespół Northland, następnie Tailevu Knights oraz Fiji Barbarians w rozgrywkach Pacific Rugby Cup.
W styczniu 2007 roku został mianowany szkoleniowcem reprezentacji Fidżi. Dotarł z nią do ćwierćfinałów Pucharu Świata 2007, prowadził ją także w Pucharze Narodów Pacyfiku w edycjach 2007, 2008 i 2009. W tym czasie był także technicznym doradcą zespołu Fiji Warriors i członkiem panelu selekcjonerów kadry rugby 7. W sierpniu 2009 roku został zwolniony ze stanowiska w związku z alkoholowym incydentem, do którego miało dojść podczas jednego z turniejów. Nie uznał decyzji Fiji Rugby Union i wstąpił na drogę sądową z uwagi na zwolnienie bez przyczyny oraz z naruszeniem przepisów. Po uznaniu jego racji przez ministerialny trybunał domagał się zadośćuczynienia w wysokości 1 miliona FJD.
W 2008 roku miał poprowadzić zespół Pacific Islanders na tournée po Europie, przed wyjazdem zrezygnował jednak z tej funkcji.
W 2010 roku był asystentem trenera zespołu Northland, rok później został jego pierwszym trenerem i prowadził ją także w dwóch kolejnych sezonach. W 2013 roku został asystentem trenera w Naitasiri Highlanders, pozostając na stanowisku rok później, a następnie pełnił rolę dyrektora rugby w Box Hill RUFC w Melbourne.